# 現改訳聖書
現改訳聖書（げんかいやくせいしょ）は、日本聖書出版会が刊行する予定の日本語の翻訳聖書。奥山実が中心となっている聖霊派の聖書翻訳である。
2017年7月時点で「発売は、早くて2018年末、もしくは2019年頭になる見通し」とのアナウンスがあったが、2023年4月、なお制作中である旨の発表がされた。

## 底本
新約聖書の底本はビザンチン・テキストを用いる。これは、欽定訳聖書が底本にしているものであるが、近年の翻訳が底本とするのはほとんどがネストレ・アーラントである。旧約聖書の底本は他の翻訳と同じくビブリア・ヘブライカを用いる。

## 特徴
奥山は他の翻訳聖書に進化論の影響があるので、その影響を翻訳から除かなければならないとする。またエキュメニズムの世界教会協議会（WCC）らは悪霊宗教であるニューエイジの影響を受けているため、イエス・キリストを悪魔、サタンであるルシファーと同一視する事例が見られる。今日では公然とルシファー礼拝を行うグループもあるため、イザヤ書14章12節をルシファーと訳さなければならず、ここにも現改訳の意義があるとしている。
マルコの福音書16章9-20節が括弧付けにされることがあるのは、学問的根拠からではなく、聖霊派の力の伝道を否定するためであるとし、『ディアテッサロン』（170年頃）にこの聖句が含まれていると指摘する。

## 役員
- 会長・翻訳委員長奥山実
- 副翻訳委員長白畑司
- 出版委員長笹井大庸(故人)
- 推進委員大川従道、尾形守、染本伸之、手束正昭(故人)